# وندی ویلسون
وندی ویلسون (به انگلیسی: Wendy Wilson) (زاده ۱۶ اکتبر ۱۹۶۹) خواننده، شخصیت تلویزیونی آمریکایی است. او فرزند ماریلین ویلسون-رادرفورد و برایان ویلسون است. کارنی ویلسون خواهر اوست.